# Shokrī Kolā
Shokrī Kolā (persiska: شكری كلا) är en ort i Iran.   Den ligger i provinsen Mazandaran, i den norra delen av landet, 110 km norr om huvudstaden Teheran. Antalet invånare är 530.
Terrängen runt Shokrī Kolā är varierad. Runt Shokrī Kolā är det ganska tätbefolkat, med 80 invånare per kvadratkilometer. Närmaste större samhälle är Nowshahr, 1,2 km öster om Shokrī Kolā. I omgivningarna runt Shokrī Kolā växer i huvudsak blandskog.